# Coptoclavidae

Coptoclavidae (лат.) — семейство вымерших насекомых из отряда жесткокрылых, насчитывающее пять подсемейств.

## Описание
Это довольно крупные водные жуки, в длину достигавшие от 10 до 41 мм. Характерными чертами взрослых Coptoclavidae являются: длинные уплощённые средние и задние ноги, часто несущие плавательные волоски, голова с мощными мандибулами, горизонтально разделённые глаза (как у представителей семейства Gyrinidae). У личинок Coptoclavidae средние и задние ноги были плавательными, а передние — хватательными. Передние ноги личинок Hispanoclavina и Hoyaclava несли щетку из длинных волосков и были приспособлены для фильтрации зоопланктона.

## Распространение
Древнейшие Coptoclavidae известны из среднего триаса, обильны в юрских и меловых отложениях.

## Классификация
† Семейство Coptoclavidae
- † Подсемейство Charonoscaphinae
- † Подсемейство Coptoclavinae
- † Подсемейство Coptoclaviscinae
- † Подсемейство Hispanoclavininae
- † Подсемейство Necronectinae
- Роды incertae sedis
  - † Род Amblycephalonius
  - † Род Carabopteron